# Efterkälken (musikalbum)
Efterkälken är ett musikalbum av Ole Hjorth och Jonny Soling, utgivet 2002 av Giga. Ole Hjorth är Jonny Solings läromästare och detta är första skivan som duon spelat in helt på egen hand. 
Skivtiteln kommer efter en marsch skriven av spelmannen Hjort Anders.

## Låtlista
Alla låtar är traditionella om inget annat anges.
1. "Polska efter Domar Olle" – 2:27
2. "Polska efter Dräng Jerk" – 1:47
3. "Polska efter Päckos Olle" – 1:59
4. "Särna brudmarsch" – 3:37
5. "Polska i D dur efter Hjort Anders" – 2:18
6. "Polska med text efter Hjort Anders" – 2:01
7. "Lapp-Nilspolska i A-dur efter Olle Falk" – 2:13
  - Solo: Ole Hjorth
8. "'Enraderspolskan' i A dur efter Olle Falk" – 2:11
  - Solo: Ole Hjorth
9. "Polkett efter Nils Agenmark" – 2:29
10. "Polska från Jämtland efter Påhl Olle" – 1:50
11. "Efterkälken" (Hjort Anders) – 3:11
12. "Blekingepolska" (Jonny Soling) – 1:40
13. "Pojkarnas hus" (Jonny Soling) – 2:01
  - Solo: Jonny Soling
14. "Polska efter Bleckå Anders" – 1:38
  - Solo: Jonny Soling
15. "Polska" (Gössa Anders) – 2:42
16. "Polska i moll efter Gulis Erik" – 1:50
17. "Vallåtspolskan efter Gössa Anders" – 2:33
18. "Orsapolska efter Hjort Anders" – 2:28
19. "Marcuspolskan" (Säbb Anders) – 1:53
20. "Svullolåten efter Olle Falk" – 2:59
  - Solo: Ole Hjorth
21. "Gaundalslåten" – 2:21
  - Solo: Ole Hjorth
22. "Marsch i A dur efter Hjort Anders" – 3:13
23. "'Dalmarsch' i a moll efter Hjort Anders" – 2:32
24. "Kringellek efter Nils Agenmark" – 2:16
25. "Polska i D dur efter Nils Agenmark" – 2:57
  - Solo: Jonny Soling
26. "Blårocken" – 2:40
  - Solo: Jonny Soling
27. "Åltomtabromarschen" (Hjort Anders) – 2:55
28. "Påhl Fars polska efter Påhl Olle" – 1:40
29. "Polska i A dur från Alfta efter Hjort Anders" – 1:59

Total tid: 69:34

## Medverkande
- Ole Hjorth — fiol (melodi: 4-6, 17, 18, 22, 23, 27-29; stämma: 1-3. 9-12, 15, 16, 19,  24)
- Jonny Soling — fiol (melodi: 1-3, 9-12, 15, 16, 19, 24; stämma: 4-6, 17, 18, 22, 23, 27-29)